# Coupe du monde de VTT 2020
Navigation
2019 2021
La Coupe du monde de VTT 2020 est la 30e édition de la Coupe du monde de VTT. Cette édition comprend quatre disciplines : cross-country, cross-country éliminatoire, cross-country à assistance électrique (E-Mountain Bike) et descente. Les épreuves de cross-country éliminatoire et à assistance électrique se déroulent indépendamment des épreuves de cross-country et de descente, en des lieux et des dates différents. 
Comme la saison précédente, chaque manche de cross-country élites est précédée d'une épreuve Short Track (XCC) dont les résultats octroient des points au classement général et servent à déterminer la grille de départ de la course. Le cross-country à assistance électrique fait sa première apparition au programme de la Coupe du monde.
Initialement le calendrier comportait huit manches en descente, contre sept pour le cross-country éliminatoire, six pour le cross-country et quatre pour le cross-country à assistance électrique. Néanmoins, en raison de la pandémie de Covid-19, le calendrier de la saison est fortement affecté. Quatre manches de descente, deux de cross-country, deux de cross-country éliminatoire et une de cross-country à assistance électrique sont finalement maintenues,,. Pour le cross country, l'UCI a décidé de ne pas communiquer de classement de la Coupe du monde car seules deux courses ont été disputées.

## Cross-country

### Hommes

#### Élites
| # | Date        | Lieu       | Vainqueur         | Deuxième       | Troisième     |
| - | ----------- | ---------- | ----------------- | -------------- | ------------- |
| 1 | 1er octobre | Nove Mesto | Simon Andreassen  | Maxime Marotte | Milan Vader   |
| 1 | 1er octobre | Nove Mesto | 1 h 34 min 39 s   | + 9 s          | + 26 s        |
| 2 | 4 octobre,  | Nove Mesto | Henrique Avancini | Milan Vader    | Nino Schurter |
| 2 | 4 octobre,  | Nove Mesto | 1 h 25 min 03 s   | + 1 s          | m.t.          |

| # | Date         | Lieu       | Vainqueur         |
| - | ------------ | ---------- | ----------------- |
| 1 | 29 septembre | Nove Mesto | Gerardo Ulloa     |
| 2 | 2 octobre    | Nove Mesto | Henrique Avancini |

#### Espoirs
| # | Date        | Lieu       | Vainqueur       | Deuxième            | Troisième    |
| - | ----------- | ---------- | --------------- | ------------------- | ------------ |
| 1 | 1er octobre | Nove Mesto | Tom Pidcock     | Alexandre Balmer    | Vital Albin  |
| 1 | 1er octobre | Nove Mesto | 1 h 24 min 11 s | + 27 s              | + 34 s       |
| 2 | 3 octobre,  | Nove Mesto | Tom Pidcock     | Christopher Blevins | Vital Albin  |
| 2 | 3 octobre,  | Nove Mesto | 1 h 15 min 57 s | + 1 min 08 s        | + 1 min 30 s |

### Femmes

#### Élites
| # | Date        | Lieu        | Vainqueur              | Deuxième      | Troisième              |
| - | ----------- | ----------- | ---------------------- | ------------- | ---------------------- |
| 1 | 1er octobre | Nove Mesto  | Loana Lecomte          | Anne Terpstra | Pauline Ferrand-Prévot |
| 1 | 1er octobre | Nove Mesto  | 1 h 22 min 06 s        | + 31 s        | + 37 s                 |
| 2 | 4 octobre   | Nove Mesto, | Pauline Ferrand-Prévot | Anne Terpstra | Loana Lecomte          |
| 2 | 4 octobre   | Nove Mesto, | 1 h 14 min 07 s        | + 21 s        | + 1 min 10 s           |

| # | Date         | Lieu       | Vainqueur     |
| - | ------------ | ---------- | ------------- |
| 1 | 29 septembre | Nove Mesto | Evie Richards |
| 2 | 2 octobre    | Nove Mesto | Evie Richards |

#### Espoirs
| # | Date        | Lieu       | Vainqueur       | Deuxième        | Troisième      |
| - | ----------- | ---------- | --------------- | --------------- | -------------- |
| 1 | 1er octobre | Nove Mesto | Giorgia Marchet | Ceylin Alvarado | Haley Batten   |
| 1 | 1er octobre | Nove Mesto | 1 h 27 min 45 s | + 9 s           | + 17 s         |
| 2 | 3 octobre   | Nove Mesto | Ceylin Alvarado | Marika Tovo     | Hélène Clauzel |
| 2 | 3 octobre   | Nove Mesto | 1 h 19 min 50 s | + 19 s          | + 39 s         |

## Descente

### Hommes

#### Élites
| # | Date          | Lieu    | Vainqueur     | Deuxième     | Troisième       | Leader du général |
| - | ------------- | ------- | ------------- | ------------ | --------------- | ----------------- |
| 1 | 16 octobre,   | Maribor | Loris Vergier | Rémi Thirion | Thibaut Dapréla | Loris Vergier     |
| 2 | 18 octobre,   | Maribor | Loris Vergier | Loïc Bruni   | Matt Walker     | Loris Vergier     |
| 3 | 30 octobre,   | Lousã   | Greg Minnaar  | Matt Walker  | Loïc Bruni      | Matt Walker       |
| 4 | 1er novembre, | Lousã   | Loïc Bruni    | Greg Minnaar | Matt Walker     | Matt Walker       |

| Pos | Coureur             | Pts |
| --- | ------------------- | --- |
| 1.  | Matt Walker         | 687 |
| 2.  | Loïc Bruni          | 677 |
| 3.  | Greg Minnaar        | 627 |
| 4.  | Loris Vergier       | 551 |
| 5.  | Thibaut Dapréla     | 516 |
| 6.  | Troy Brosnan        | 453 |
| 7.  | Angel Suarez Alonso | 368 |
| 8.  | Rémi Thirion        | 327 |
| 9.  | Aaron Gwin          | 304 |
| 10. | Luca Shaw           | 298 |

#### Juniors
| # | Date         | Lieu    | Vainqueur         | Deuxième            | Troisième         | Leader du général |
| - | ------------ | ------- | ----------------- | ------------------- | ----------------- | ----------------- |
| 1 | 16 octobre   | Maribor | Oisin O'Callaghan | Dan Slack           | Nuno Reis         | Oisin O'Callaghan |
| 2 | 18 octobre   | Maribor | Oisin O'Callaghan | Nuno Reis           | Dante Silva       | Oisin O'Callaghan |
| 3 | 30 octobre   | Lousã   | Ethan Craik       | Pau Menoyo Busquets | Christopher Grice | Oisin O'Callaghan |
| 4 | 1er novembre | Lousã   | Dante Silva       | Goncalo Bandeira    | Ethan Craik       | Ethan Craik       |

| Pos | Coureur           | Pts |
| --- | ----------------- | --- |
| 1.  | Ethan Craik       | 131 |
| 2.  | Oisin O'Callaghan | 120 |
| 3.  | Nuno Reis         | 110 |
| 4.  | Dante Silva       | 092 |
| 5.  | Dan Slack         | 079 |

### Femmes

#### Élites
| # | Date          | Lieu    | Vainqueur      | Deuxième       | Troisième       | Leader du général |
| - | ------------- | ------- | -------------- | -------------- | --------------- | ----------------- |
| 1 | 16 octobre,   | Maribor | Marine Cabirou | Myriam Nicole  | Tracey Hannah   | Marine Cabirou    |
| 2 | 18 octobre,   | Maribor | Nina Hoffmann  | Marine Cabirou | Eleonora Farina | Marine Cabirou    |
| 3 | 30 octobre,   | Lousã   | Myriam Nicole  | Marine Cabirou | Tahnée Seagrave | Myriam Nicole     |
| 4 | 1er novembre, | Lousã   | Marine Cabirou | Nina Hoffmann  | Tahnée Seagrave | Marine Cabirou    |

| Pos | Coureuse         | Pts |
| --- | ---------------- | --- |
| 1.  | Marine Cabirou   | 825 |
| 2.  | Myriam Nicole    | 775 |
| 3.  | Nina Hoffmann    | 664 |
| 4.  | Tracey Hannah    | 563 |
| 5.  | Tahnée Seagrave  | 546 |
| 6.  | Eleonora Farina  | 476 |
| 7.  | Monika Hrastnik  | 473 |
| 8.  | Camille Balanche | 388 |
| 9.  | Mille Johnset    | 211 |
| 10. | Mikayla Parton   | 142 |

#### Juniors
| # | Date         | Lieu    | Vainqueur       | Deuxième             | Troisième            | Leader du général |
| - | ------------ | ------- | --------------- | -------------------- | -------------------- | ----------------- |
| 1 | 16 octobre   | Maribor | Léona Pierrini  | Siel Van Der Velden  | Anastasia Thiele     | Léona Pierrini    |
| 2 | 18 octobre   | Maribor | Léona Pierrini  | Siel Van Der Velden  | Ella Erickson        | Léona Pierrini    |
| 3 | 30 octobre   | Lousã   | Léona Pierrini  | Lauryne Chappaz      | Aina Gonzalez Grimau | Léona Pierrini    |
| 4 | 1er novembre | Lousã   | Lauryne Chappaz | Aina Gonzalez Grimau | Siel Van Der Velden  | Léona Pierrini    |

| Pos | Coureuse             | Pts |
| --- | -------------------- | --- |
| 1.  | Léona Pierrini       | 190 |
| 2.  | Siel Van Der Velden  | 105 |
| 3.  | Lauryne Chappaz      | 100 |
| 4.  | Aina Gonzalez Grimau | 060 |
| 5.  | Ella Erickson        | 045 |

## Cross-country éliminatoire
En raison de l'annulation de plusieurs manches, aucun classement général n'est calculé.

### Hommes
| # | Date         | Lieu      | Vainqueur      | Deuxième       | Troisième         | Leader du général |
| - | ------------ | --------- | -------------- | -------------- | ----------------- | ----------------- |
| 1 | 20 septembre | Waregem   | Jeroen van Eck | Hugo Briatta   | Simon Gegenheimer | Jeroen van Eck    |
| 2 | 14 novembre  | Barcelone | Jeroen van Eck | Lorenzo Serres | Simon Gegenheimer | Jeroen van Eck    |

### Femmes
| # | Date         | Lieu      | Vainqueur    | Deuxième          | Troisième       | Leader du général |
| - | ------------ | --------- | ------------ | ----------------- | --------------- | ----------------- |
| 1 | 20 septembre | Waregem   | Gaia Tormena | Coline Clauzure   | Didi de Vries   | Gaia Tormena      |
| 2 | 14 novembre  | Barcelone | Gaia Tormena | Marion Fromberger | Sara Gay Moreno | Gaia Tormena      |

## Cross-country à assistance électrique
Seule la manche de Monaco ayant pu être disputé, l'organisateur World eBike Series annonce le 7 juillet qu'aucun trophée de classement final ne serait attribué dans aucune catégorie. 

### Hommes
| # | Date   | Lieu   | Vainqueur      | Deuxième         | Troisième |
| - | ------ | ------ | -------------- | ---------------- | --------- |
| 1 | 6 mars | Monaco | Jérôme Gilloux | Francescu Camoin | Joris Ryf |

### Femmes
| # | Date   | Lieu   | Vainqueur           | Deuxième       | Troisième     |
| - | ------ | ------ | ------------------- | -------------- | ------------- |
| 1 | 6 mars | Monaco | Nathalie Schneitter | Alba Wunderlin | Mélanie Pugin |